# Axel Witzansky
Axel Oscar Witzansky, född 10 mars 1895 i Köpenhamn, Danmark, död 1 februari 1968 i Oscars församling i Stockholm, var en dansk-svensk balettdansör, balettmästare, skådespelare, teaterpedagog och koreograf.

## Biografi
Witzansky började dansa balett som åttaåring och blev elev vid Det Kongelige Teaters balettskola i Köpenhamn, där han också fick engagemang åren 1911–1920.  Han turnerade med Svenska baletten i Paris 1920–1923 och i Leonide Massines ryska balett 1923. Åren 1924–1926 var han solodansör och balettmästare på Albert Ranfts teatrar. Han var koreograf vid Dramatiska Teatern och arbetade som lärare i stilplastik vid dess elevskola 1927–1942. 
År 1939 öppnade Witzansky en egen teaterskola på Gärdet i Stockholm där bland andra Mai Zetterling, Allan Edwall, Tor Isedal, Marie Göranzon, Jan Malmsjö, Björn Gustafson, Fredrik Ohlsson, Axelle Axell, Johan Bergenstråhle, Folke Hjort, Tommy Johnson, Sven-Bertil Taube, Evabritt Strandberg, Stefan Ekman, Christina Stenius, Rolf Skoglund och Sten Ljunggren studerat.  
Han gifte sig 1934 med skådespelaren Greta Simpson, med vilken han fick tre barn, skådespelarna Nadja, Nini och Peter Witzansky. Axel Witzansky är gravsatt i minneslunden på Skogskyrkogården i Stockholm.

## Filmografi
Enligt Svensk Filmdatabas:
Roller
- 1920 – Tagning Svenska Baletten
- 1944 – Kungajakt
- 1945 – Flottans glada gossar
- 1952 – Eldfågeln
- 1958 – Jazzgossen

Koreografi
- 1930 – Mach' mir die Welt zum Paradies
- 1930 – För hennes skull
- 1933 – Giftasvuxna döttrar
- 1938 – Bara en trumpetare

## Teater

### Roller
| År   | Roll             | Produktion                                                                                    | Regi                          | Teater        |
| ---- | ---------------- | --------------------------------------------------------------------------------------------- | ----------------------------- | ------------- |
| 1924 |                  | Operettprinsessan (Die schönste der Frauen) Richard Kessler, Will Steinberg och Walter Brommé | Nils Johannisson              | Oscarsteatern |
| 1928 | En fågelpiccolo  | Fåglarna ( Ὄρνιθες Ornithes) Aristofanes                                                      | Olof Molander                 | Dramaten      |
| 1930 | Medverkande      | Stockholm blir Stockholm, revy Svasse Bergqvist                                               | Franz Engelke och Adolf Niska | Vasateatern   |
| 1934 | Medverkande      | Sol över Söder, revy                                                                          |                               | Södra Teatern |
| 1936 | Roberto Dudley   | Cirkus Sanger (The Constant Nymph) Margaret Kennedy och Basil Dean                            | Sandro Malmquist              | Nya Teatern   |
| 1937 | Autolycus        | En saga för vintern (The Winter's Tale) William Shakespeare                                   | Sandro Malmquist              | Nya Teatern   |
| 1940 | Monsieur Maingot | Diana går på jakt (French Without Tears) Terence Rattigan                                     | Stig Torsslow                 | Nya Teatern   |

### Koreografi
| År   | Produktion                                                       | Upphovsmän                                                                                                 | Regi              | Teater                  |
| ---- | ---------------------------------------------------------------- | --- | ----------------- | ----------------------- |
| 1925 | Damerna från Olympen Die Damen vom Olymp                         | Rudolf Schanzer, Ernst Welisch och Rudolf Nelson                                                           | Nils Johannisson  | Oscarsteatern           |
| 1925 | Orloff                                                           | Ernst Marischka och Bruno Granichstaedten                                                                  | Nils Johannisson  | Oscarsteatern           |
| 1925 | Julstjärnan Reisen til Julestjernen                              | Sverre Brandt och Johan Halvorsen Översättning Nils Johannisson                                            | Nils Johannisson  | Oscarsteatern           |
| 1926 | Lätta Isabell Die leichte Isabell                                | Robert Gilbert och Hans Hellmut Zerlett                                                                    | Gunnar Cronwin    | Blancheteatern          |
| 1928 | Broadway                                                         | Philip Dunning och George Abbott Översättning Elsa af Trolle                                               | Mauritz Stiller   | Oscarsteatern           |
| 1929 | Rose Marie                                                       | Rudolf Friml, Herbert Stothart, Otto Harbach och Oscar Hammerstein Översättning Nalle Halldén, S.S. Wilson | Gustaf Bergman    | Vasateatern             |
| 1930 | Hotell Stadt Lemberg                                             | Jean Gilbert och Ernst Neubach                                                                             | Adolf Niska       | Vasateatern             |
| 1930 | Stockholm blir Stockholm, revy                                   | Svasse Bergqvist                                                                                           | Adolf Niska       | Vasateatern             |
| 1933 | Nymånen The new moon                                             | Oscar Hammerstein, Laurence Schwab, Frank Mandel och Sigmund Romberg                                       | Harry Stangenberg | Oscarsteatern           |
| 1934 | Lilla helgonet Mam'zelle Nitouche                                | Hervé, Henri Meilhac och Albert Millaud                                                                    | Nils Johannisson  | Oscarsteatern           |
| 1934 | Jungfruburen Das Dreimäderlhaus                                  | Alfred Maria Willner, Heinz Reichert, Franz Schubert och Heinrich Berté                                    | Nils Johannisson  | Oscarsteatern           |
| 1934 | En kvinna som vet vad hon vill Eine Frau, die weiß, was sie will | Louis Verneuil, Alfred Grünwald och Oscar Straus                                                           | Nils Johannisson  | Oscarsteatern           |
| 1937 | En saga för vintern The Winter's Tale                            | William Shakespeare Översättning Carl August Hagberg                                                       | Sandro Malmquist  | Nya Teatern             |
| 1937 | Petrus den lycklige Pétrus                                       | Marcel Achard Översättning Anders Hallin                                                                   | Sandro Malmquist  | Nya Teatern             |
| 1938 | Värmlänningarna                                                  | Fredrik August Dahlgren och Andreas Randel                                                                 | Ernst Eklund      | Skansens friluftsteater |
| 1943 | Salome                                                           | Oscar Wilde Översättning Carl Björkman                                                                     | Per-Axel Branner  | Nya Teatern             |
| 1944 | Tredje taggen, revy                                              | Staffan Tjerneld                                                                                           | Per-Axel Branner  | Nya Teatern             |
| 1945 | Taggens varuhusrevy                                              | Georg Eliasson och Gösta Rybrant                                                                           | Per-Axel Branner  | Nya Teatern             |